# بیمارستان ارتش گاتوت سوبرتو
بیمارستان ارتش گاتوت سوبرتو (به لاتین: Gatot Soebroto Army Hospital) یک بیمارستان در اندونزی است که در جاکارتا واقع شده‌است.